# Oligia grisescens
Oligia grisescens är en fjärilsart som beskrevs av Heydemann 1932. Oligia grisescens ingår i släktet Oligia och familjen nattflyn. Inga underarter finns listade i Catalogue of Life.